# 地方分権改革推進委員会
地方分権改革推進委員会（ちほうぶんけんかいかくすいしんいいんかい）とは、 地方分権改革推進計画の作成のための指針を内閣総理大臣に勧告する機関。定員7名。委員は非常勤で、衆参両議院の同意を得て内閣総理大臣が任命する。内閣府に設置。なお、1995年から2001年まで設置されていた地方分権推進委員会と直接の関連性は無い。2009年11月に設置された地域主権戦略会議が、地方分権改革推進委員会の勧告を踏まえた施策を実施する。
地方分権改革推進法に基づき2007年（平成19年）4月2日発足し、2009年（平成21年）11月 9日までに98回の委員会を開催し、第4次まで勧告を逐次行い、2010年（平成22年）3月に廃止された。2009年（平成21年）9月の政権交代後は鳩山由紀夫内閣総理大臣に第3次および第4次の勧告が行われた。
- 各次の勧告の主題
  - 2008年（平成20年）5月28日 - 第1次- 生活者の視点に立つ「地方政府」の確立
  - 2008年（平成20年）12月8日 - 第2次 -「地方政府」の確立に向けた地方の役割と自主性の拡大
  - 2009年（平成21年）10月7日 - 第3次 - 自治立法権の拡大による「地方政府」の実現へ
  - 2009年（平成21年）11月9日 - 第4次 - 自治財政権の強化による「地方政府」の実現へ

## 委員
- 丹羽宇一郎（委員長）
- 井伊雅子
- 猪瀬直樹
- 小早川光郎
- 露木順一
- 西尾勝 （平成19年11月26日～）
- 横尾俊彦

## 事務局長
- 宮脇淳